# París-Niza 1994
La París-Niza 1994 fue la edición número 52 de la carrera, que estuvo compuesta de ocho etapas y un prólogo disputados del 6 al 13 de marzo de 1994. Los ciclistas completaron un recorrido de 1.407 km con salida en Fontenay-sous-Bois y llegada a Col d'Èze, en Francia. La carrera fue vencida por el suizo Tony Rominger, que fue acompañado en el podio por el español Jesús Montoya y el ruso Viacheslav Ekimov.

## Resultados de las etapas
| Etapa                  | Fecha       | Recorrido                      | km       | Ganador                  | Líder           |
| ---------------------- | ----------- | ------------------------------ | -------- | ------------------------ | --------------- |
| 1.ª etapa              | 6 de marzo  | Fontenay-sous-Bois-Orléans     | 185.5 km | Mario Cipollini          | Mario Cipollini |
| 2.ª etapa              | 7 de marzo  | Gien-Nevers                    | 161 km   | Fabio Baldato            | Fabio Baldato   |
| 3.ª etapa              | 8 de marzo  | Nevers-Clermont-Ferrand        | 202 km   | Dzhamolidin Abduzhaparov | Fabio Baldato   |
| 4.ª etapa              | 9 de marzo  | Clermont-Ferrand-Saint-Étienne | 156 km   | Fabio Baldato            | Fabio Baldato   |
| 5.ª etapa              | 10 de marzo | Saint-Étienne-Vaujany          | 199.3 km | Pascal Richard           | Pascal Richard  |
| 6.ª etapa              | 11 de marzo | Beaumes-de-Venise-Marsella     | 195 km   | Mario Cipollini          | Pascal Richard  |
| 7.ª etapa              | 12 de marzo | Toulon-Mandelieu-la-Napoule    | 199 km   | Charly Mottet            | Jesús Montoya   |
| 8.ª etapa, 1.er sector | 13 de marzo | Mandelieu-la-Napoule -Niça     | 100 km   | Dzhamolidin Abduzhaparov | Jesús Montoya   |
| 8.ª etapa, 2.º sector  | 13 de marzo | Niza-Col d'Èze (CRI)           | 12.5 km  | Tony Rominger            | Tony Rominger   |

## Etapas

### 1.ª etapa
6-03-1994. Fontenay-sous-Bois-Orléans, 185.5 km.
|   | Ciclista        | Equipo                  | Tiempo     |
| - | --------------- | ----------------------- | ---------- |
| 1 | Mario Cipollini | Mercatone Uno-Medeghini | 5h 05' 57" |
| 2 | Fabio Baldato   | GB-MB Maglificio        | m. t.      |
| 3 | Endrio Leoni    | Jolly Componibili-Cage  | m. t.      |

### 2.ª etapa
7-03-1994. Gien-Nevers 161 km.
|   | Ciclista                 | Equipo                  | Tiempo     |
| - | ------------------------ | ----------------------- | ---------- |
| 1 | Fabio Baldato            | GB-MB Maglificio        | 3h 40' 41" |
| 2 | Mario Cipollini          | Mercatone Uno-Medeghini | m. t.      |
| 3 | Dzhamolidin Abduzhaparov | Polti-Vaporetto         | m. t.      |

### 3.ª etapa
8-03-1994. Nevers-Clermont-Ferrand 202 km.
|   | Ciclista                 | Equipo                  | Tiempo     |
| - | ------------------------ | ----------------------- | ---------- |
| 1 | Dzhamolidin Abduzhaparov | Polti-Vaporetto         | 5h 38' 04" |
| 2 | Fabio Baldato            | GB-MB Maglificio        | m. t.      |
| 3 | Mario Cipollini          | Mercatone Uno-Medeghini | m. t.      |

### 4.ª etapa
9-03-1994. Clermont-Ferrand-Saint-Étienne, 156 km.
|   | Ciclista         | Equipo                  | Tiempo     |
| - | ---------------- | ----------------------- | ---------- |
| 1 | Fabio Baldato    | GB-MB Maglificio        | 4h 17' 11" |
| 2 | Giovanni Fidanza | Polti-Vaporetto         | + 1"       |
| 3 | Simone Biasci    | Mercatone Uno-Medeghini | m. t.      |

### 5.ª etapa
10-03-1994. Saint-Étienne-Vaujany, 199.3 km.
|   | Ciclista          | Equipo           | Tiempo     |
| - | ----------------- | ---------------- | ---------- |
| 1 | Pascal Richard    | GB-MG Maglificio | 5h 43' 17" |
| 2 | Viacheslav Ekimov | WordPerfect      | m. t.      |
| 3 | Tony Rominger     | Mapei-CLAS       | m. t.      |

### 6.ª etapa
11-03-1994. Beaumes-de-Venise-Marsella, 195 km.
|   | Ciclista                 | Equipo                  | Tiempo     |
| - | ------------------------ | ----------------------- | ---------- |
| 1 | Mario Cipollini          | Mercatone Uno-Medeghini | 5h 04' 33" |
| 2 | Dzhamolidin Abduzhaparov | Polti-Vaporetto         | m. t.      |
| 3 | Laurent Jalabert         | ONCE                    | m. t.      |

### 7.ª etapa
12-03-1994. Toulon-Mandelieu-la-Napoule, 199 km.
|   | Ciclista      | Equipo          | Tiempo     |
| - | ------------- | --------------- | ---------- |
| 1 | Charly Mottet | Novemail-Histor | 5h 04' 32" |
| 2 | Jesús Montoya | Banesto         | + 13"      |
| 3 | Ronan Pensec  | Novemail-Histor | + 19"      |

### 8.ª etapa, 1.ersector
13-03-1994. Mandelieu-la-Napoule-Niça, 100 km.
|   | Ciclista                 | Equipo                  | Tiempo     |
| - | ------------------------ | ----------------------- | ---------- |
| 1 | Dzhamolidin Abduzhaparov | Polti-Vaporetto         | 2h 19' 03" |
| 2 | Mario Cipollini          | Mercatone Uno-Medeghini | m. t.      |
| 3 | Laurent Jalabert         | ONCE                    | m. t.      |

### 8.ª etapa, 2.º sector
13-03-1994. Niza-Col d'Èze, 12.5 km. CRI
La etapa la disputan los 80 primeros de la general.
|   | Ciclista      | Equipo     | Tiempo  |
| - | ------------- | ---------- | ------- |
| 1 | Tony Rominger | Mapei-CLAS | 22' 06" |
| 2 | Jesús Montoya | Banesto    | + 42"   |
| 3 | Alex Zülle    | ONCE       | + 46"   |

## Clasificaciones finales

### Clasificación general
| Pos. | Ciclista              | Equipo           | Tiempo      |
| ---- | --------------------- | ---------------- | ----------- |
|      | Tony Rominger         | Mapei-CLAS       | 37h 16' 05" |
| 2    | Jesús Montoya         | Banesto          | + 36"       |
| 3    | Viacheslav Ekimov     | WordPerfect      | + 1' 30"    |
| 4    | Ronan Pensec          | Novemail-Histor  | + 1' 41"    |
| 5    | Laurent Roux          | Castorama        | + 1' 53"    |
| 6    | Vicente Aparicio      | Banesto          | + 2' 38"    |
| 7    | Pascal Richard        | GB-MG Maglificio | + 2' 47"    |
| 8    | Jean-François Bernard | Banesto          | + 2' 53"    |
| 9    | Gianni Bugno          | Polti-Vaporetto  | + 3' 00"    |
| 10   | Eddy Seigneur         | Gan              | + 3' 11"    |